# Archilejeunea africana
Archilejeunea africana là một loài Rêu trong họ Lejeuneaceae. Loài này được Stephani mô tả khoa học đầu tiên năm 1911.